# Río Seco (Morropón)
Río Seco es un caserío peruano ubicado en el distrito de Buenos Aires, perteneciente a la provincia de Morropón del departamento de Piura, al norte del Perú. 

## Ubicación
Río Seco se ubica al norte de la provincia de Morropón, en el distrito de Buenos Aires, en el departamento de Piura.

## Demografía
En 2017 Río Seco tenía una población de 255 habitantes.
| Gráfica de evolución demográfica de Río Seco entre 1993 y 2017 |
|                                                                |
| Fuentes: Población 1993 y 2017                                 |